# Ochthebius lecontei
Ochthebius lecontei är en skalbaggsart som beskrevs av Perkins 1980. Ochthebius lecontei ingår i släktet Ochthebius och familjen vattenbrynsbaggar. Inga underarter finns listade i Catalogue of Life.